# Vespadelus
Vespadelus és un gènere de ratpenats pertanyent a la família dels vespertiliònids.

## Hàbitat i distribució geogràfica
Es troba a Austràlia (com ara, Austràlia Occidental, el Territori del Nord, Queensland, Nova Gal·les del Sud, Austràlia Meridional, Victòria, Tasmània i l'illa de Lord Howe)

## Taxonomia
- Vespadelus baverstocki (Kitchener, Jones i Caputi, 1987)
- Vespadelus caurinus (Thomas, 1914)
- Vespadelus darlingtoni (Allen, 1933)
- Vespadelus douglasorum (Kitchener, 1976)
- Vespadelus finlaysoni (Kitchener, Jones i Caputi, 1987)
- Vespadelus pumilus (J.E. Gray, 1841)
- Vespadelus regulus (Thomas, 1906)
- Vespadelus troughtoni (Kitchener, Jones i Caputi, 1987)
- Vespadelus vulturnus (Thomas, 1914)[10][11]

## Estat de conservació
Totes les seues espècies apareixen a la Llista Vermella de la UICN a causa de les pertorbacions humanes de llurs colònies de cria i la conversió de terres de bosc en camps de conreu.